# Indomyrma
Indomyrma es un género de hormigas perteneciente a la familia Formicidae, categorizado en la tribu Crematogastrini. Fue descrito por Brown en 1986.

## Especies
- Indomyrma bellae Zryanin, 2012
- Indomyrma dasypyx Brown, 1986